# Архијерејско намесништво топличко
Архијерејско намесништво топличко сачињава одређени број црквених општина и парохија Српске православане цркве у Епархији нишкој, под надзором архијерејског намесника са седиштем у Прокупљу у храму Светог великомученика Прокопија. Административно намесништво припада општини Прокупље у Топличком управном округу и општини Мерошина у Нишком управном округу.
Намесништво опслужује вернике из Прокупља, Мерошине, и околних села, и у свом саставу има - сакралне објеката изграђена у периоду од 10. до 21. века. У последњих двадесет година цркве намесништва доведене су у функционално стање неопходно за Богослужење верујућег народа.
У саставу Архијерејског намесништва Топличког су 18 парохије са 46 храмова и 5 параклиса.

## Парохије, седиште и области
| Парохија           | Седиште парохије                               | Области |
| ------------------ | ---------------------------------------------- | --- |
| Прокупачка прва    | Прокупље Храм Светог Прокопија                 | - Део Прокупља - Села — Горња Стражава, Доња Стражава, Ђуревац, Балчак. |
| Прокупачка друга   | Прокупље Храм Светог Прокопија                 | - Део Прокупља - Села — Бумерек, Бела Вода, Ћуковац, Видовача. |
| Прокупачка трећа   | Прокупље Храм Светог Прокопија                 | - Део Прокупља - Села — Бабин поток, Ново Село, Нова Божурна, Губетин, Бучинце. |
| Прокупачка четврта | Прокупље Храм Светог Прокопија                 | - Део Прокупља - Села — Влахово, Селиште. |
| Прокупачка пета    | Прокупље Храм Светог Прокопија                 | - Део Прокупља - Села — Горња Топоница, Доња Топоница, Миљљковица, Шарене Букве, Растовница, Бериље, Југбогдановац, Злокућане, Горња Драгања, Доња Драгања, Смрдан. |
| Прокупачка шеста   | Прокупље Храм Светог Прокопија                 | - Део Прокупља - Села — Доња Трнава |
| Прокупачка седма   | Прокупље Храм Светог Прокопија                 | - Део Прокупља |
| Житорађска прва    | Житорађа Храм Светих апостола Петра и Павла    | - Део Житорађе - Села — Глашинац, Јасеница, Бадњевац, Вољчинац, Подина, Смрдић |
| Житорађска друга   | Житорађа Храм Светих апостола Петра и Павла    | - Део Житорађе - Села — Лукомир, Ђакус, Бучић, Доња Расовача, Горња Расовача, Костадиновац. |
| Житорађска трећа   | Житорађа Храм Светих апостола Петра и Павла    | - Део Житорађе - Села — Извор, Пејковац, Стара Божурна, Дебели Луг, Самариновац |
| Житорађска четврта | Житорађа Храм Светих апостола Петра и Павла    | - Села — Кожинце, Злата, Мачина, Житни Поток, Бублица, Шевиш, Старо село, Ранкова Река, Доњи Статовац, Средњи Статовац, Горњи Статовац, Богојевац, Мрљак, Пасјача, Гласовик, Ргаје, Старо Момчилово, Ново Момчилово, Асановац, Зладовац, Дубово, Каре, Топоница, Горње Црнатово, Доње Црнатово, Коњарника, Речица, Студенац, Грудаш. |
| Азбресничка        | Азбресница Храм Светог Теодора Тирона          | - Села — Азбресница, Крајковац, Дудулајце, Сечаница, Лалинска Појата. |
| Балајначка         | Балајнац Храм Рођења Пресвете Богородице       | - Села — Балајинац, Александрово, Градиште, Батушинац, Мрамор, Крушце |
| Балиновачка        | Мерошина Храм Светог пророка Илије у Балиновцу | - Села — Арбанасце, Балиновац, Бајчинце, Микуловац, Горња Девча, Доња Девча, Горњи Петровац, Доњи Петровац, Џигољ, Клисурица, Костеница, Дешилово. |
| Великопланска      | Велика Плана Храм Светог оца Николаја          | - Села — Велика Плана, Мршељ, Меровац, Ресинац, Мала Плана, Поточић, Дреновац, Кончић, Прекопуц. |
| Доњоречичка        | Доња Речица Храм Рођења Пресвете Богородице    | - Села — Доња Речица, Горња Речица, Белогош, Пашинац, Булатовац, Горња Трнава, Рељинац, Шумаровац, Југовац, Баботинац. |
| Конџељска          | Конџељ Храм Светих архангела Михаила и Гаврила | - Села — Конџељ, Бресничић, Белољин, Доња Коњуша, Гојиновац, Шишмановац, Прекадин, Прекашница, Пискаље, Горња Бејашница, Доња Бејашница. |
| Мерошинска         | Мерошина Храм Светог Романа Ђунишког           | - Мерошина - Села — Брест, Баличевац, Лепаја, Рожина, Облачина, Биљег. |

## Храмови у парохијама
| Парохија            | Храмови |
| ------------------- | --- |
| Прокупачке (седам)  | Храм Светог великомученика Прокопија у Прокупљу - Латинска црква у Прокупљу - Храм Светих лекара Козме и Дамјана у комплексу Прокупачке болнице - Параклис Светог Романа Ђунишког у Стражави - Параклис Светог великомученика Пантелејмона у Бумбуреку - Храм Свете Петке у Губетину - Храм Светог Василија Острошког у Влахову - Храм Светог великомученика Пантелејмона у Селишту - Параклис Свете Петке у Растовници - Храм Светог апостола и јеванђелиста Марка у Водицама - Храм Преподобне Параскеве у Доњој Трнави. |
| Житорађске (четири) | Храм Светих апостола Петра и Павла у Житорађи - Храм Успења Пресвете Богородице у Житорађи - Храм Светог првомученика и архиђакона Стефана у Глашинцу - Храм Светог пророка Илије у Јасеници - Храм Светог Симеона Мироточивог у Доњем Црнатову - Храм Преподобне Параскеве у Доњој Расовачи - Храм Светог пророка Илије у Дубову - Храм Светог Николаја у Речици |
| Азбресничка         | Храм Светог великомученика Теодора Тирона у Азбресници - Храм Светог великомученика Пантелејмона у Азбресници - Храм Успења Пресвете Богородице у Крајковцу - Храм Светог Јована Крститеља у Крајковцу - Храм Свете Петке у Сечаници - Храм Светог Романа Ђунишког у Сечаници - Храм Светих апостола Петра и Павла у Дудулајцу - Храм Свете Тројице у Лалинским Појатама. |
| Балајничка          | Храм Успења Пресвете Богородице у Балајинцу - Храм Свете великомученице Недеље у Батушинцу - |
| Балиновачка         | Храм Светог пророка Илије у Балиновцу - Храм Светог архангела Михаила у Џигољу - Храм Светог архангела Гаврила у Дешилову - Храм Свете Петке у Девчи - Храм Светих лекара Козме и Дамјана у Горњем Кординцу - Храм Свете великомученице Марине у Клисурици. |
| Великопланска       | Храм Светих лекара Козме и Дамјана у Малој Плани - Храм Светог Јована Крститеља у Меровцу - Храм Свете Петке у Прекопуцу - Храм Светих апостола Петра и Павла у Булатовцу - Храм Свете великомученице Марине у Југовцу. |
| Доњоречичка         | Храм Рођења Пресвете Богородице у Доњој Речици - Храм Светих апостола Петра и Павла у Булатовцу - Храм Свете великомученице Марине у Југовцу - Параклис Свете Петке у Горњој Речици - Параклис Светог архиђакона и првомученика Стефана у Горњој Трнави. |
| Конџељска           | Храм Светих архангела Михаила и Гаврила у Конџељу - Храм Светих апостола Петра и Павла у Гојиновцу. |
| Мерошинска          | Храм Светог Николаја у Биљегу - Храм Светог Георгија у Рожини - Храм Свете Петке у Бресту. |

## Галерија
- Црква светог Прокопија у Прокупљу
- Латинска црква у Прокупљу
- Црква Светих Петра и Павла
- Црква Успења Пресвете Богородице